# Honorine Selim
Pour les articles homonymes, voir Pauthonier et Selim.
Honorine Selim ou Honorine Pauthonnier-Selim, née Marie Honorine Bullet le 29 janvier 1824 à Rouen et morte le 29 janvier 1880 à Paris, est une artiste peintre française.

## Biographie
Honorine Bullet épouse à Paris le 28 juillet 1853 Jean Pauthonnier, titré Selim Effendi puis Selim Bey, secrétaire français de Saïd Pacha.
Disciple d'Henry Scheffer , elle a participé en 1863 au Salon des refusés. Elle se spécialise dans les sujets religieux.

## Œuvres conservées dans les collections publiques
- Alençon, musée des Beaux-Arts et de la Dentelle : Légende du fil de la Vierge, 1873, huile sur toile, n°inv. 2015.0.6, legs Pauthonnier-Selim de mars 1880[6].
- Rouen, musée des Beaux-Arts : 
  - Jeanne d'Arc dans la tour de Rouen [mai 1431], huile sur toile, n°inv. 881.1.3[7] ;
  - Sainte Thérèse ; L'adoration ; Carmélite en prière, 1869, huile sur toile, n° inv. 881.1.1[8].